# デュアルポートRAM
デュアルポートRAM（Dual-ported RAM: DPRAM、デュアルポートメモリ）は、Random Access Memoryの一種である。
一度に一つだけのアクセスを許可するシングルポートRAMとは異なり、複数の読み取りや書き込みを同時またはほぼ同時に行うことができる。
ビデオRAMまたはVRAMはデュアルポートDynamic Random Access Memoryの一般的な形態である。
主にビデオメモリに使用され、CPUはビデオハードウェアが画面に読み出すと同時に、画像を描画することを可能にする。